# Deutscher Darstellerpreis
Der Deutsche Darstellerpreis, auch bekannt als Deutscher Darstellerpreis „Chaplin Shoe“, war ein vom Bundesverband Regie von 1977 bis 1990 ausgelobter Preis für die herausragendste schauspielerische Leistung des vergangenen Jahres. Preissymbol ist ein Bronzeguss der originalen Chaplin-Schuhe als Symbol für das Beschreiten eines schweren, aber von Erfolg gekrönten Berufsweges.
1982 wurde er um einen Nachwuchspreis für Darsteller ergänzt, von denen die Regisseure hoffen, dass sie „zu den großen Namen von morgen zählen“. 1991 wurde die Verleihung bis auf Weiteres ausgesetzt.

## Preisträger
- 1977 Edith Clever, Tilo Prückner
- 1978 Katja Rupé, Jürgen Prochnow
- 1979 Erika Skrotzki, Bruno Ganz
- 1980 Katharina Thalbach, Otto Sander
- 1981 Barbara Sukowa, Rolf Zacher
- 1982 Jutta Lampe, Günter Lamprecht, Nachwuchspreise an Suzanne von Borsody, Heinz Hoenig
- 1983 Eva Mattes, Armin Mueller-Stahl, Nachwuchspreise an Irene Clarin, Werner Stocker
- 1984 Rosel Zech, Gerhard Polt, Nachwuchspreise an Sunnyi Melles, Claude-Oliver Rudolph
- 1985 Marita Breuer, Götz George, Nachwuchspreise an Anja Jaenicke, Uwe Ochsenknecht
- 1986  Sissy Höfferer, Mario Adorf, Nachwuchspreise an Leslie Malton, Dietmar Bär
- 1987 Senta Berger, Udo Samel, Nachwuchspreise an Annette Uhlen, Dominic Raacke
- 1988 Marianne Hoppe, Hans Korte, Nachwuchspreise an Claudia Messner, Martin May (für Der Flieger)
- 1989 Hannelore Hoger, Otto Sander, Nachwuchspreise an Dana Vávrová, Michael Roll
- 1990 Lena Stolze, Ulrich Mühe, Nachwuchspreise an Anja Franke, Uwe Bohm